# Холланд, Том (историк)
Томас Холланд (англ. Thomas Holland) — английский писатель и историк. Написал ряд работ по античной, средневековой истории и истории ислама, а также является автором нескольких хоррор-романов.
Холланд работал с BBC над созданием исторических документальных телефильмов и вел радиопередачу Making History. Он является соведущим подкаста The Rest is History вместе с Домиником Сэндбруком.

## Биография
Томас родился в деревне Броад Чалке вблизи Солсбери, графство Уилтшир, Англия. Обучался в Куинз-колледже Кембриджского университета.

## Книги

### Романы
На английском
- Attis. — London: Allison & Busby[англ.], 1995. — 413 p. — ISBN 978-0749002138.
- The Bonehunter. — New York: Little, Brown and Company, 2001. — 370 p. — ISBN 978-0316648196.

На русском
- Тайная история лорда Байрона, вампира. — М.: Домино, Эксмо, 2001. — 720 с. — (Лорд Байрон. Том 1). — ISBN 5-699-09021-5.
- Раб своей жажды. — М.: Диамант, Золотой век, 1997. — 544 с. — (Лорд Байрон. Том 2). — ISBN 5-699-09021-5.
- Избави нас от зла. — М.: Эксмо, Валери СПД, 2003. — 640 с. — ISBN 0-316-88248-8.
- Спящий в песках. — М.: Домино, Эксмо, 2005. — 448 с. — ISBN 0-316-64480-3.

### Нон-фикшен (документальная, научная проза)
На английском
- Rubicon: The Last Years of the Roman Republic[англ.]. New York, 2003. — (Random House). — ISBN 978-1-400-07897-4. {Рец. Richard Miles (historian)[англ.]} — «Она должна служить образцом того, как именно следует писать популярную историю классического мира», — отмечал рецензент в The Guardian: Холланд «написал самую читаемую книгу о поздней Римской республике со времен „Римской революции“ Рональда Сайма».
- Persian Fire: The First World Empire and the Battle for the West. New York, 2005. — (Random House). — ISBN 978-0-307-27948-4.
- Millennium: The End of the World and the Forging of Christendom. — London: Abacus, 2010. — 476 p. — ISBN 978-0316732451.
- In the Shadow of the Sword: The Battle for Global Empire and the End of the Ancient World. New York, 2012. — (Random House). — ISBN 978-1-408-70007-5.
- Dynasty: The Rise and Fall of the House of Caesar. — London: Anchor, 2016. — 512 p. — ISBN 978-0345806727.
- Athelstan: The Making of England. — London: Allen Lane, 2016. — 128 p. — (Penguin Monarchs). — ISBN 978-0241187814.
- Æthelflæd: A Ladybird Expert Book: England’s Forgotten Founder. — London: Random House/Penguin Books, 2019. — 56 p. — (The Ladybird Expert Series). — ISBN 978-0718188269.
- Dominion: The Making of the Western Mind (U.S. edition subtitled 'How the Christian Revolution Remade the World'). — L., 2019. — (Little, Brown). — ISBN 978-1-408-70695-4.
- Pax: War and Peace in Rome’s Golden Age. — L., 2023. — (Little, Brown)

На русском
- Рубикон. Триумф и трагедия Римской Республики. — М.: Вече, 2007. — 368 с. — (Классическая история). — ISBN 978-5-9533197-6-8.
- Персидский огонь. История греко-персидских войн. — М.: Вече, 2008. — 368 с. — 3000 экз. — ISBN 978-5-9533-2316-1.
- В тени меча. Возникновение ислама и борьба за Арабскую империю. — М.: Центрполиграф, 2015. — 479 с. — (Memorias). — ISBN 978-5-227-05974-1.
- Доминион. История об одной революционной идее, полностью изменившей западное мировоззрение. — М.: Эксмо, 2021. — 720 с. — (Путешественники во времени). — ISBN 978-5-04-115519-3.